# Нектарій Егінський
Нектарій Егінський (грец. Νεκτάριος Αιγίνης; в миру Анаста́сіос Кефала́с, грец. Αναστάσιος Κεφαλάς; 1 жовтня 1846, Селімбрія — 9 листопада 1920, Афіни) — єпископ Александрійської православної церкви, митрополит Пентапольський.

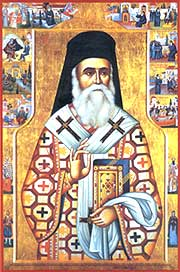
Святитель Нектарій

Прославлений у лику святителів у 1961 році. Один з найбільш шанованих сучасних святих у Греції. Поминають 9 (22) листопада, на наступний день після дня смерті, і 21 серпня (3 вересня) в день перенесення мощей у 1953 році. Мощі святителя Нектарія знаходяться в заснованому ним Монастирі Святої трійці на острові Егіна.
Вважався другом та духовним братом святого Сави Нового.
Митрополит ПЦУ Олександр (Драбинко) освятив хрест та купол монастиря на честь Нектарія Егінського у в Ходосівці.

## Життєпис
Народився в багатодітній сім’ї, його батьки (Димос і Василика Кефалас) мали шестеро дітей. В 14-річному віці вирушив до Константинополя, де спочатку працював у магазині, а потім став наглядачем у школі при подвір'ї храму Гробу Господнього. Через шість років переїжджає на острів Хіос. Тут йому пропонують місце вчителя в селі Ліфі, де він і пропрацював понад сім років. Він не обмежував свою діяльність лише школою, а проповідував в храмі слово Боже, проводив велику духовну роботу, займався благодійністю.
7 листопада 1876 року Анастасій приймає чернечий постриг з ім'ям Лазар. Його записують в насельники Неа Моні (Нового Монастиря). 15 січня 1877 року, в день свого хрещення, митрополитом Хіоським Григорієм Лазар був висвячений в сан диякона. Він отримує нове ім'я — Нектарій. Через три роки переїжджає в Афіни для навчання за сприяння благодійника Іоана Хореміса. Після завершення освіти, за рекомендацією Хореміса, він переїжджає в Александрію до Патріарха Софронія IV.
У 1882 році отець Нектарій поступив на богословський факультет Афінського університету, де отримує стипендію імені А. Пападакіса. 13 листопада 1885 року, отримавши диплом випускника богословського факультету, повертається в Олександрію. 23 березня 1886 року Патріарх висвячує його на священника. В серпні того ж року, його зводять у сан архімандрита. Паралельно він призначається проповідником і патріаршим секретарем, а потім і патріаршим намісником в Каїрі. 15 січня 1889 року, верховний архімандрит Нектарій Кефалас рукопокладається у архієрея і призначається митрополитом Пентапольскої митрополії.
Внаслідок обмови з нього зняли всі обов'язки, звільнили з посад, які він займав, а потім Патріарх без жодних пояснень його звільнив. Нектарій змушений покинути Єгипет. Понад сім місяців живе в Афінах в злиднях. 15 лютого 1892 року йому надається місце проповідника в Фтіодітській і Фокідській єпархіях. У березні 1894 року його запрошують очолити Духовну школу імені братів Різарі. На цій посаді святий залишався 14 років. 
У 1904 році, бувши директором Різарійської школи, святий Нектарій засновує жіночий монастир Святої Трійці на острові Егіна. У 1908 році він йде з посади директора школи за станом здоров'я і поселяється на острові Егіна, де проводить залишок свого життя молячись, служачи Богу, створюючи богословські труди, проповідуючи, сповідаючи, наставляючи, духовно зміцнюючи людей.
Помер 8 листопада 1920 року у 74-річному віці після двомісячного лікування в Афінах з приводу гострого запалення передміхурової залози. Похований на території монастиря Святої Трійці на острові Егіна.